# Europastraße 848

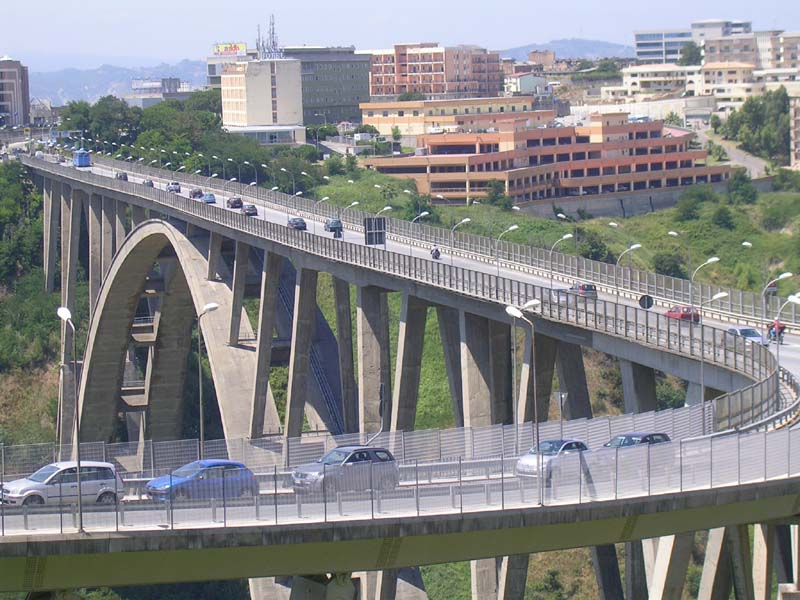
Ponte Bisantis in Catanzaro

Die Europastraße 848 (kurz: E 848) ist eine etwa 42 Kilometer lange Europastraße des Zwischennetzes, die, von Westen nach Osten verlaufend, in der italienischen Region Kalabrien die Städte Lamezia Terme und Catanzaro verbindet.

## Verlauf
Die Europastraße nimmt im Westen ihren Ausgang an der Autostrada A3 (Europastraße 45) bei Lamezia Terme, verläuft dann als zweibahnige Schnellstraße Strada Statale 280 dei Due Mari nach Catanzaro, dessen Zentrum über die Stahlbetonbogenbrücke Ponte Bisantis, die größte Bogenbrücke in Italien, angebunden wird, und verläuft weiter auf der Strada Statale 19q nach Catanzaro Marina, wo sie auf die Europastraße 90 (Strada Statale 106 Jonica) trifft, an der sie endet.